# Volume One (Joey Cape's Bad Loud)
Volume One is het debuutalbum van de Amerikaanse rockband Joey Cape's Bad Loud, een muzikaal project van Joey Cape, frontman van de Californische punkbands Lagwagon en Bad Astronaut.
Het debuutalbum werd op 9 juni 2011 onder eigen beheer via Bandcamp. Later in 2012 werd het uitgebracht op gekleurd vinyl (blauw) en kreeg het album een andere hoes en artwork. In Duitsland werd het album op blauw/wit vinyl en cd uitgegeven door Destiny Records in 2013. In Singapore werd er een oplage van 150 muziekcassette's uitgegeven via Stray Cat & Chocolate Shake Records. Het album werd in 2014 heruitgegeven via het Amerikaanse Fat Wreck Chords.
Het album bevat elektrische versies van oorspronkelijke akoestische nummers die zijn uitgegeven op de Joey Cape's eerste twee solo-albums, Bridge (2008) en Doesn't Play Well with Others (2011). Het werd opgenomen in The Blasting Room in Fort Collins, Colorado met muziekproducers Bill Stevenson, Jason Livermore en Andrew Berlin, die voorheen ook met Joey Cape en Lagwagon hebben gewerkt.

## Nummers
1. "Canoe" - 2:29
2. "Going for the Bronze" - 4:19
3. "Okay" - 2:54
4. "Montreal" - 3:33
5. "Who We've Become" - 3:22
6. "The Greatest Generation" - 3:46
7. "It's Always Sunny" - 3:13
8. "The Fish Rots from the Head Case Down" - 2:41
9. "I'm Not Gonna Save You" - 2:41
10. "Uniform" - 3:41
11. "A Song for the Missing" - 2:57

## Muzikanten
Band
- Joey Cape - zang, gitaar
- Carl Raether - basgitaar
- Asher Simon - drums, slagwerk

Aanvullende muzikanten
- Chad Price - zang
- Jon Snodgrass - zang
- Brian Wahlstom - keyboard
- Angus Cooke - cello